# زمین‌لرزه ۱۹۳۶ میاگی
زمین‌لرزه میاگی  در تاریخ ۲ نوامبر ۱۹۳۶ میلادی، برابر با ‎۱۱ آبان ۱۳۱۵، ساعت ۲۰:۴۵:۵۹ به زمان یوتی‌سی در ژاپن ، منطقه میاگی رخ داد. ژرفای این زلزله ۳۵ کیلومتر بود. بزرگی آن ۷٫۱ در مقیاس Mw اعلام شده‌است. زمین‌لرزه به وقت محلی در روز سه‌شنبه، ساعت ۵ روی داده و منطقه زمانی آن یوتی‌سی +۹ بوده‌است .